# Sønderup Å
Sønderup Å är ett cirka 35 km långt vattendrag i Danmark.   Det ligger i Region Nordjylland, i den norra delen av landet. Åns källa ligger väster om byn Ravnkilde vid Rold Skov och den mynnar ut i Halkær Å, som i sin tur mynnar ut i Limfjorden (Halkær Bredning). 
Sønderup Ås dalgång ingår i Natura 2000 området "Nibe Bredning, Halkær Ådal og Sønderup Ådal"